# Primera División de Tonga 2021
La Primera División de Tonga 2021 fue la edición número 42 de la Primera División de Tonga.

## Participantes
- Ahau FC
- Fahefa FC
- Fasi & Afi FC
- Folaha FC
- Ha'amoko United Youth
- Ha'ateiho FC
- Hala Hopohopo FC
- Halafuoleva FC
- Halatahi FC
- Havelu FC
- Hihifo Gents FC
- Isileli Kapeta FC
- Lapaha FC
- Lavengatonga FC
- Longoteme FC
- Longolongo FC
- Lotoha'apai United FC
- Marist Prems FC
- Navutoka FC
- Nukuhetulu FC
- Popua FC
- Vahe-Loto FC
- Veitongo FC
- Warlords FC

## Fase de grupos
Actualizado el 16 de agosto de 2021.

### Grupo A
| Pos. | Equipo        | PJ. | PG. | PE. | PP. | GF. | GC. | DG. | Pts. | Clasificación a |
| ---- | ------------- | --- | --- | --- | --- | --- | --- | --- | ---- | --------------- |
| 1    | Veitongo FC   | 5   | 5   | 0   | 0   | 43  | 1   | +42 | 15   | Fase Final      |
| 2    | Popua FC      | 5   | 4   | 0   | 1   | 12  | 6   | +6  | 12   | Fase Final      |
| 3    | Longolongo FC | 5   | 3   | 0   | 2   | 11  | 14  | -3  | 9    | Fase Final      |
| 4    | Fahefa FC     | 5   | 1   | 0   | 4   | 5   | 12  | -7  | 3    | Fase Final      |
| 5    | Halatahi FC   | 5   | 1   | 0   | 4   | 5   | 22  | -17 | 3    |                 |
| 6    | Warlords FC   | 5   | 1   | 0   | 4   | 4   | 25  | -21 | 3    |                 |

### Grupo B
| Pos. | Equipo                | PJ. | PG. | PE. | PP. | GF. | GC. | DG. | Pts. | Clasificación a |
| ---- | --------------------- | --- | --- | --- | --- | --- | --- | --- | ---- | --------------- |
| 1    | Lotoha'apai United FC | 5   | 4   | 1   | 0   | 28  | 1   | +27 | 13   | Fase Final      |
| 2    | Fasi & Afi FC         | 5   | 3   | 2   | 0   | 11  | 3   | +8  | 11   | Fase Final      |
| 3    | Lavengatonga FC       | 5   | 3   | 1   | 1   | 10  | 6   | +4  | 10   | Fase Final      |
| 4    | Ha'amako United Youth | 5   | 2   | 0   | 3   | 11  | 12  | -1  | 6    | Fase Final      |
| 5    | Vahe-Loto FC          | 5   | 1   | 0   | 4   | 6   | 18  | -12 | 3    |                 |
| 6    | Ha'ateiho FC          | 5   | 0   | 0   | 5   | 5   | 31  | -26 | 0    |                 |

### Grupo C
| Pos. | Equipo           | PJ. | PG. | PE. | PP. | GF. | GC. | DG. | Pts. | Clasificación a |
| ---- | ---------------- | --- | --- | --- | --- | --- | --- | --- | ---- | --------------- |
| 1    | Hihifo Gents FC  | 5   | 5   | 0   | 0   | 16  | 2   | +14 | 15   | Fase Final      |
| 2    | Longoteme FC     | 5   | 4   | 0   | 1   | 18  | 2   | +16 | 12   | Fase Final      |
| 3    | Folaha FC        | 5   | 3   | 0   | 2   | 21  | 5   | +16 | 9    | Fase Final      |
| 4    | Havelu FC        | 5   | 2   | 0   | 3   | 13  | 15  | -2  | 6    | Fase Final      |
| 5    | Ahau FC          | 4   | 0   | 0   | 4   | 1   | 23  | -22 | 0    |                 |
| 6    | Hala Hopohopo FC | 4   | 0   | 0   | 4   | 0   | 22  | -22 | 0    |                 |

### Grupo D
| Pos. | Equipo            | PJ. | PG. | PE. | PP. | GF. | GC. | DG. | Pts. | Clasificación a |
| ---- | ----------------- | --- | --- | --- | --- | --- | --- | --- | ---- | --------------- |
| 1    | Nukuhetulu FC     | 5   | 4   | 1   | 0   | 36  | 0   | +36 | 13   | Fase Final      |
| 2    | Navutoka FC       | 5   | 4   | 0   | 1   | 37  | 2   | +35 | 12   | Fase Final      |
| 3    | Marist Prems FC   | 5   | 3   | 1   | 1   | 23  | 7   | +16 | 10   | Fase Final      |
| 4    | Halafuoleva FC    | 5   | 2   | 0   | 3   | 11  | 25  | -14 | 6    | Fase Final      |
| 5    | Isileli Kapeta FC | 5   | 0   | 1   | 4   | 6   | 35  | -29 | 1    |                 |
| 6    | Lapaha FC         | 5   | 0   | 1   | 4   | 3   | 46  | -43 | 1    |                 |

## Fase Final

### Octavos de final
| Local                 | Resultado | Visita                |
| --------------------- | --------- | --------------------- |
| Veitongo FC           | 9 - 0     | Halafouleva FC        |
| Popua FC              | 3 - 1     | Marist Prems FC       |
| Lotoha'apai United FC | 3 - 0     | Havelu FC             |
| Fasi & Afi FC         | 0 - 1     | Folaha FC             |
| Hihifo Gents FC       | 2 - 0     | Ha'amako United Youth |
| Longoteme FC          | 2 - 4     | Lavengatonga FC       |
| Nukuhetulu FC         | 0 - 3     | Fahefa FC             |
| Navutoka FC           | 3 - 1     | Longolongo FC         |

### Cuartos de final
| Local                 | Resultado | Visita          |
| --------------------- | --------- | --------------- |
| Veitongo FC           | 7 - 0     | Navutoka FC     |
| Popua FC              | 1 - 0     | Folaha FC       |
| Lotoha'apai United FC | 3 - 1     | Lavengatonga FC |
| Fahefa FC             | 1 - 0     | Hihifo Gents FC |

### Semifinales
| Local                 | Resultado | Visita    |
| --------------------- | --------- | --------- |
| Veitongo FC           | 3 - 0     | Popua FC  |
| Lotoha'apai United FC | 3 - 1     | Fahefa FC |

### Tercer Lugar
| Local    | Resultado | Visita    |
| -------- | --------- | --------- |
| Popua FC | 2 - 0     | Fahefa FC |

### Final
| Local           | Resultado | Visita                |
| --------------- | --------- | --------------------- |
| Veitongo FC (C) | 3 - 0     | Lotoha'apai United FC |

| Bandera de Tonga                |
| Campeón Veitongo FC 6.to título |